# Asedio de Jaén (1230)
El asedio de Jaén de 1230 se llevó a cabo por parte del rey Fernando III de Castilla durante su primera campaña, acaecida de 1224 a 1230. 

## Antecedentes
En 1229, Fernando III de Castilla, vuelve a atacar Jaén, arrasa sus campos, toma Otiñar y su castillo para cortar el suministro y apoyo que de aquí pudiese tener la ciudad, y prepara el terreno para el asedio que pretendía hacer al año siguiente.

## Asedio
El 24 de junio de 1230 comenzó el segundo asedió de la ciudad Jaén por parte de Fernando III de Castilla, ya como rey, y con la intención de conquistarla. Pero en este asedio se le presentaba el problema de que necesitaba mayores fuerzas que en el primer asedio de 1225 para lograr un ataque definitivo, debido al elevado grado de fortificación de Jayyān.
Los caballeros de Ávila se situaron en el cerro del Neveral, frente al Castillo, ya que en el primer asedio estos caballeros llegaron tarde a su cita. En este lugar eran hostigados desde el castillo con trabuquetes, tal y como indican las crónicas.

mandolos possar el rey en una cabeza que es sobre el alcaçar, e era logar que non se podrien acorrer quando menester les fuesse los de la hueste
Crónica de Ávila.

## Fin del asedio
El rey se vio obligado a poner fin precipitadamente a finales de septiembre al asedio debido al fallecimiento de su padre, Alfonso IX de León, por lo que tuvo que desplazarse a Orgaz para reunirse con su madre, Berenguela de Castilla, y desde allí viajar a León para ser coronado Rey de León.